# Pop'n music 4
Pop'n Music 4 (ポップンミュージック 4 Poppun myūjikku 4?) es la cuarta entrega de la saga de Pop'n music. Fue lanzado en marzo de 2000 en arcade y octubre del mismo año para PlayStation y Sega Dreamcast, bajo el nombre de Pop'n Music 4 Append Disc. La versión arcade cuenta con un total de 86 canciones, incluyendo las de sus antecesores, mientras que la versión casera alberga solo unas 41 canciones.
Al igual que su predecesor, Pop'n Music 3, también es un disco tipo Add-on, lo cual requiere un Key disc proveniente de Pop'n Music 2 para poder desbloquear el videojuego y completar su activación. Este juego se considera la última entrega para Sega Dreamcast, debido a que la consola llegó a su fin, contando únicamente con cuatro lanzamientos en total, lo cual PlayStation se convierte en el único proveedor de esta serie de videojuegos a partir de ahora.

## Nuevas características
- Gráficos del juego: Por primera vez, el juego se ejecuta utilizando el sistema de Bemani Firebeat Hardware, el cual también fue usado en Beatmania III, Keyboardmania y en el ee'MALL, cuya función hacía que los colores y gráficos del videojuego fueran más intensos y detallados que nunca como resultado del hardware más potente. Este sistema fue utilizado hasta Pop'n music 8.

- Speed option: Por primera vez, el juego tiene modificadores de velocidad de manera permanente en el juego y en sus entregas posteriores. sin embargo, el único modificador es 2X.

- Hyper mode: Por primera vez, las nuevas canciones vienen incluyendo el nivel HYPER. También fue removido como modo seleccionable y eliminando también al Beginner mode, quedando solamente tres modos disponibles.

- Beats per minute: Conocido abreviadamente como BPM, este aparece al momento de navegar entre canciones, lo cual indica la velocidad y las pulsaciones de una canción determinada.

## Modos de juego
Normal mode: Se considera el modo clásico del juego. Están disponibles tres canciones por cada set.
Excite mode: Es similar al modo anterior, solo que a medida que se va jugando, el juego provoca una animación que hace que las notas cambien de posición al momento de llegar a la parte inferior de la pantalla, lo cual dificulta el juego ya que pueden confundir al jugador.
Party mode: A diferencia de los modos anteriores, este deja caer desde la parte superior de la pantalla varios íconos que al presionarlas, tienen distintas animaciones y efectos que dificultan al jugador, las cuales son un total de ocho. Un total de tres canciones por set.

## Lista de canciones
La siguiente tabla muestra las canciones disponibles en el videojuego:
| Nombre                                               | Género              | Artista                                         | Personaje           | Disponible en Arcade | Disponible en PlayStation y Dreamcast |
| Canciones 1st Stage                                  | Canciones 1st Stage | Canciones 1st Stage                             | Canciones 1st Stage | Canciones 1st Stage  | Canciones 1st Stage                   |
| ---------------------------------------------------- | ------------------- | ----------------------------------------------- | ------------------- | -------------------- | ------------------------------------- |
| 時代を変えてくTeenage                                | TEEN FOLK           | 馬場一嘉                                        | Jyun & Shingo       | Sí                   | Sí                                    |
| Joy!                                                 | DO UP               | Reddy Yoko                                      | Mary                | Sí                   | Sí                                    |
| くちうるさいママ                                     | MOTOR5              | プチさな                                        | Kobe                | No                   | Sí                                    |
| 今宵Lover's Day                                      | PASSION             | ミッキー・マサシ                                | the KING            | Sí                   | Sí                                    |
| 透明なマニキュア                                     | NIGHT OUT           | Kiyommy + Seiya                                 | JUDY                | Sí                   | Sí                                    |
| 恋は天然                                             | COQUETTISH          | ナチュラルベア                                  | RIE♥chan            | Sí                   | Sí                                    |
| Love me Love me Love me                              | LIVERPOOL           | the LOφSE BEAT                                  | Johnny D            | No                   | Sí                                    |
| VIVA La HOT LOVE!!                                   | BOOGIE              | Akko's                                          | Jennifer            | No                   | Sí                                    |
| Bit of Love                                          | EURO DANCE          | Super Wink "fut" Ryo Arche Asakawa              | Dia                 | No                   | Sí                                    |
| TOON MANIAC                                          | CARTOON             | Theme from "TOON MANIA"                         | Henry               | Sí                   | Sí                                    |
| Canciones 2nd Stage                                  |                     |                                                 |                     |                      |                                       |
| Nanja-Nai                                            | KAYOU HOUSE         | NAOwithK                                        | NK2000              | Sí                   | Sí                                    |
| 愛言葉〜アイコトバ                                   | KARAOKE             | 課長とマミちゃん                                | 8・Taro&Okon        | Sí                   | Sí                                    |
| Over The Rainbow                                     | FRIENDLY            | パーキッツ                                      | Poet                | Sí                   | Sí                                    |
| birds                                                | AMBIENT             | Sana                                            | SANAE♥chan          | Sí                   | Sí                                    |
| ELECTRONISM                                          | ANALOG TECHNO       | V.C.O.                                          | PAL                 | Sí                   | Sí                                    |
| Cry Out                                              | VISUAL 2            | good-cool feat. KoHey from Medical Trance Peach | Yuli                | Sí                   | Sí                                    |
| ENAMORADA                                            | MERENGUE            | 中野エナミ                                      | Fanita              | No                   | Sí                                    |
| 太陽がみつめてる                                     | GROUP SOUNDS        | ツグ＆ザ・ラジカルズ                            | Johnny D            | No                   | Sí                                    |
| coastline                                            | BOSSA               | カルロス・ユーイチ & Muddy Brown                | OLIVIA              | No                   | Sí                                    |
| LET ME FEEL SO HIGH                                  | PUNK                | Little Bitch.K2                                 | Donna               | No                   | Sí                                    |
| 8月のサヨナラ                                        | LOVELY              | Sana                                            | SANAE♥chan          | No                   | Sí                                    |
| LA LA LA                                             | JUNGLE              | edison                                          | Bamboo?             | No                   | Sí                                    |
| Candy Blue                                           | POSITIVE            | 浅井裕子                                        | sunny               | No                   | Sí                                    |
| Canciones Final Stage                                |                     |                                                 |                     |                      |                                       |
| ostin-art                                            | FUTURE              | ostin-art                                       | ice                 | Sí                   | Sí                                    |
| 夢そうてい                                           | OKINAWA             | Y.Morio & MINEHAHA                              | Mayumi              | Sí                   | Sí                                    |
| WE TWO ARE ONE                                       | SUPER EURO          | LaLa Moore                                      | Elle                | Sí                   | Sí                                    |
| HONEまでートトゥナイト                               | DISCO GIRLS         | good-cool feat. Mickin' & Tackin'               | YUKI                | Sí                   | Sí                                    |
| 君を壊したい                                         | POWER FOLK 2        | 新堂敦士                                        | Ash                 | Sí                   | Sí                                    |
| penta-mode                                           | PROGRE              | asparagus                                       | SYLVESTER           | No                   | Sí                                    |
| No more I love you                                   | NUDY                | WAX                                             | Mei-Fa              | No                   | Sí                                    |
| ヤバイオンナ                                         | LATIN ROCK          | ラジカル・ツグ&ミッキー・マサシ                 | Antonio             | No                   | Sí                                    |
| 君を抱きしめたい!                                    | BOYS                | 微熱★kids                                       | HIKARU              | No                   | Sí                                    |
| Streams                                              | PRELUDE             | Waldeus vön dovjak                              | Edward              | No                   | Sí                                    |
| Girls Riot                                           | BRIT POP            | Political Trees                                 | Donna               | Sí                   | Sí                                    |
| 妖怪Zの唄                                            | HORROR              | ナヤ～ン・ブラザーズ・バンド                    | Smile               | Sí                   | Sí                                    |
| I REALLY WANT TO HURT YOU ～僕らは完璧さ Single edit | POPS REMIX          | SUGI & REO                                      | RIE-chan            | Sí                   | Sí                                    |
| Quick Master Millennium mix                          | J-TEKNO REMIX       | act deft/Millennium Project                     | SHOLLKEE            | Sí                   | Sí                                    |
| Hi-Tekno Millennium mix                              | DANCE REMIX         | Hi-Tekno/Millennium Project                     | JUDY                | Sí                   | Sí                                    |
| すれちがう２人 Millennium mix                        | BONUS TRACK REMIX   | apresmidi/Millennium Project                    | SANAE-chan          | Sí                   | Sí                                    |
| Tap'n! Slap'n! Pop'n Music!                          | SPECIAL ENDING      | Popper Head                                     | Rave girl           | Sí                   | Sí                                    |
| Concertare                                           | CLASSIC 4           | Waldeus vön Dovjak                              | HAMANOV             | No                   | Sí                                    |

## Canciones antiguas retornadas
Las tablas muestran las siguientes canciones retomadas para su aparición en el videojuego.

### Pop'n Music
| Nombre                      | Género                      | Artista                     | Personaje                   | Disponible en Arcade        | Disponible en PlayStation y Dreamcast |
| Provenientes de Pop'n Music | Provenientes de Pop'n Music | Provenientes de Pop'n Music | Provenientes de Pop'n Music | Provenientes de Pop'n Music | Provenientes de Pop'n Music           |
| --------------------------- | --------------------------- | --------------------------- | --------------------------- | --------------------------- | ------------------------------------- |
| I REALLY WANT TO HURT YOU   | POPS                        | SUGI & REO                  | RIE♥chan                    | Sí                          | No                                    |
| YOUNG DREAM                 | RAP                         | LITTLE FINGERS              | UNCLE Jam                   | Sí                          | No                                    |
| El País del sol             | LATIN                       | Senorita Rica               | DON MOMMY                   | Sí                          | No                                    |
| Quick Master                | J-TEKNO                     | act deft                    | SHOLLKEE                    | Sí                          | No                                    |
| monde des songe             | FANTASY                     | Bikke                       | DiNO                        | Sí                          | No                                    |
| Electronic Fill             | TECHNO POP                  | Windslope                   | KRAFT                       | Sí                          | No                                    |
| Hi-Tekno                    | DANCE                       | Hi-Tekno                    | JUDY                        | Sí                          | No                                    |
| Baby, I'm yours             | REGGAE                      | LISA-T                      | OLIVIA                      | Sí                          | No                                    |
| The theme of GAMBLER Z      | ANIME HERO                  | words:RYO song:NARAMCHA     | TORU KAMIKAZE               | Sí                          | No                                    |
| what i want                 | DISCO QUEEN                 | THE RITCHIE SISTERS         | CHANEL                      | Sí                          | No                                    |
| spicy piece                 | SPY                         | ORIGINAL SOUND TRACKS       | CHARLY                      | Sí                          | No                                    |
| FUNKY TOWN '75              | DISCO KING                  | JV & THE SEXY MACHINE GUN   | BAMBOO                      | Sí                          | No                                    |
| e-motion                    | RAVE                        | e.o.s                       | Rave girl                   | Sí                          | No                                    |
| すれちがう二人              | BONUS TRACK                 | apresmidi                   | SANAE♥chan                  | Sí                          | No                                    |

### Pop'n Music 2
| Nombre                             | Género                        | Artista                       | Personaje                     | Disponible en Arcade          | Disponible en PlayStation y Dreamcast |
| Provenientes de Pop'n Music 2      | Provenientes de Pop'n Music 2 | Provenientes de Pop'n Music 2 | Provenientes de Pop'n Music 2 | Provenientes de Pop'n Music 2 | Provenientes de Pop'n Music 2         |
| ---------------------------------- | ----------------------------- | ----------------------------- | ----------------------------- | ----------------------------- | ------------------------------------- |
| ROSE~恋人よ、薔薇色に染まれ        | DIGI ROCK                     | BROKE                         | Timer                         | Sí                            | No                                    |
| LOVE FIRE                          | IDOL GIRL                     | 長沢ゆりか                    | JUDY                          | Sí                            | No                                    |
| I'm on fire                        | HEAVY METAL                   | AD/DA                         | Dami-yan                      | Sí                            | No                                    |
| WHITE BIRDS                        | VISUAL                        | violent age                   | Yuli                          | Sí                            | No                                    |
| Love Is Strong To The Sky          | GIRLY                         | SAORI                         | RIE♥chan                      | Sí                            | No                                    |
| お江戸花吹雪                       | ENKA                          | 高田香里                      | S.B.TARO                      | Sí                            | No                                    |
| はばたけ、ザ・グレートギャンブラー | ANIME HERO R                  | さくし:RYO うた:水木一郎      | Hiroshi Jingu                 | Sí                            | No                                    |
| すてきなタブーラ                   | MASARA                        | TABAN KING                    | KARLI                         | Sí                            | No                                    |
| Smile The Night Away               | POP RAP                       | Scotty D                      | KRAFT?                        | Sí                            | No                                    |
| what i want (Euro Mix)             | EURO QUEEN                    | T.R.S                         | KoKo                          | Sí                            | No                                    |
| (fly higher than) the stars        | NEO ACO                       | sugi&reo                      | Sugi★kun                      | Sí                            | No                                    |
| 光の季節                           | MELLOW                        | ANNA                          | SANAE♥chan                    | Sí                            | No                                    |
| Cherry & Raquel                    | LOUNGE                        | The Ebisu Singers             | Reo★kun                       | Sí                            | No                                    |
| Sayonara                           | J-R&B                         | ANNA                          | tourmaline                    | Sí                            | No                                    |
| Life                               | J-POP                         | Haya-P & Maru                 | PRETTY                        | Sí                            | No                                    |
| Water Melon Woman                  | TECHNO'80                     | NAKATEK                       | Shollkee                      | Sí                            | No                                    |
| CROSSOVER 12                       | FUSION                        | 319                           | MZD                           | Sí                            | No                                    |
| Con te sabi 2119                   | AFRICA                        | Hamba un Aa                   | PRETTY                        | Sí                            | No                                    |
| Chaos Age                          | CLASSIC                       | J-KANE                        | MZD                           | Sí                            | No                                    |

### Pop'n Music 3
| Nombre                                   | Género                        | Artista                            | Personaje                     | Disponible en Arcade          | Disponible en PlayStation y Dreamcast |
| Provenientes de Pop'n Music 3            | Provenientes de Pop'n Music 3 | Provenientes de Pop'n Music 3      | Provenientes de Pop'n Music 3 | Provenientes de Pop'n Music 3 | Provenientes de Pop'n Music 3         |
| ---------------------------------------- | ----------------------------- | ---------------------------------- | ----------------------------- | ----------------------------- | ------------------------------------- |
| Take me to...                            | G-POP                         | Sana                               | RIE♥chan                      | Sí                            | No                                    |
| 宇宙船Q-Mex                              | SOUNDTRACK                    | Q-Mex                              | P-1&P-2                       | Sí                            | No                                    |
| Little Robin's Drawer                    | MONDO                         | Uncle Motchee                      | Cyber                         | Sí                            | No                                    |
| 恋のシャレード                           | MAGICAL GIRL                  | パーキッツ                         | Megumi                        | Sí                            | No                                    |
| Bit of Love                              | EURODANCE                     | Super Wink "fut" Ryo Arche Asakawa | Dia                           | Sí                            | No                                    |
| peppermint                               | HEARTFUL                      | ASAI PROJECT (Vo:M.Fujino)         | Candy                         | Sí                            | No                                    |
| なんか変だ                               | POWERFOLK                     | 新堂敦士                           | Ash                           | Sí                            | No                                    |
| un-Balance                               | NEW-COMMER                    | 佐藤千晶                           | Kate                          | Sí                            | No                                    |
| 水中家族のテーマ                         | CELT                          | パーキッツ                         | Poet                          | Sí                            | No                                    |
| LET ME FEEL SO HIGH                      | PUNK                          | Little Bitch.K2                    | Donna                         | Sí                            | No                                    |
| 和称一起走                               | KANGTONG                      | Cathy Lau                          | LingLing                      | Sí                            | No                                    |
| LA LA LA                                 | JUNGLE                        | edison                             | Bamboo?                       | Sí                            | No                                    |
| Till the end of time                     | DANCEPOP                      | Jullianne & Edison                 | Rave girl                     | Sí                            | No                                    |
| 愛を探そう                               | J-R&B2                        | Ma-You                             | tourmaline                    | Sí                            | No                                    |
| 淋しくてLoneliness                       | SEXY GIRLS                    | ワンダース                         | Aya                           | Sí                            | No                                    |
| Give me your pain                        | CANDY POP                     | Haya-P & Maru                      | AYA                           | Sí                            | No                                    |
| Prism Heart                              | URBAN POP                     | Sana                               | AYA                           | Sí                            | No                                    |
| 走れブン! ブン!                          | NEW FOLK                      | わがまま7                          | Pretty                        | Sí                            | No                                    |
| 麗しのカーディガン                       | CARIBBEAN                     | Akko's                             | Olivia                        | Sí                            | No                                    |
| R.C.                                     | CLASSIC 2                     | Waldeus vön Dovjak                 | MZD                           | Sí                            | No                                    |
| Don't Disturb                            | NEW WAVE                      | Color Essence                      | Shollkee                      | Sí                            | No                                    |
| PULSE                                    | FUNNY                         | 319                                | Shollkee                      | Sí                            | No                                    |
| Miracle Moon(お月様が中継局)             | J-GARAGE POP                  | Togo Project feat. Sana            | Aya                           | Sí                            | No                                    |
| 取り返してやる！～Again, My Lovely Day～ | CUTE                          | Akko's                             | Anzu                          | Sí                            | No                                    |
| E.C.M.                                   | AKIBA                         | PAPEHINA meets Haya-P              | SHOLLKEE                      | Sí                            | No                                    |
| Bee's Eye                                | AVANTGARDE                    | Waldeus vön Dovjak                 | Edward                        | Sí                            | No                                    |
| Theme of staff roll ~special mix~        | LIVE                          | きまぐれポッパーズ                 | Nyami                         | Sí                            | No                                    |